# Guido della Gherardesca
Guido della Gherardesca (Pisa, 1060 – Donoratico, 20 maggio 1140) fu un eremita pisano, probabilmente camaldolese, venerato come beato dalla Chiesa cattolica, comunemente detto San Guido.

## Biografia
Secondo la tradizione era figlio di Napoleone della Gherardesca e fratello di Pietro, che sarebbe poi stato creato cardinale.
La vita di Guido fu contrassegnata dalla preghiera, dal digiuno e dalla carità e per il suo comportamento fu ritenuto santo già in vita. Così, per non cadere nel peccato di orgoglio, all'età di quarant'anni lasciò la città natale di Pisa e visse in solitudine presso Donoratico, dove costruì un oratorio che dedicò alla Vergine Maria.
Qui morì il 20 maggio 1140 ed ebbe sepoltura.

## Culto

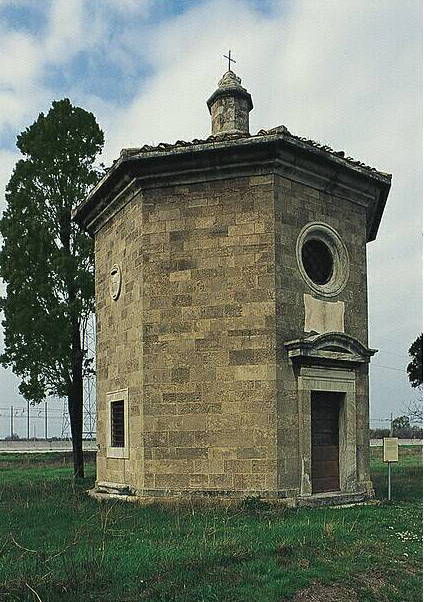
L'oratorio di San Guido

Il culto per Guido della Gherardesca sorse spontaneo subito dopo la morte dell'eremita e l'oratorio della Madonna della Gloria divenne meta di fedeli. Nel 1212 fu concesso il trasferimento del corpo dall'oratorio alla chiesa madre di Donoratico. Infine papa Callisto III nel 1458 autorizzò la traslazione del corpo nel Duomo di Pisa.
La memoria liturgica del beato Guido ricorre il 20 maggio, come riportato dal Martirologio Romano: «A Castagneto in Toscana, beato Guidone della Gherardesca, eremita».